# Kabinett al-Abadi
Nach den am 30. April 2014 im Irak abgehaltenen Parlamentswahlen dauerte es bis zum 8. September 2014, bis das gewählte Parlament zu den ersten Mitgliedern des neuen Kabinetts um Ministerpräsident Haider al-Abadi sein Vertrauen aussprach.

## Kabinett
| Amt                                  | Name            | Volksgruppe | Partei |
| ------------------------------------ | --------------- | ----------- | ------ |
| Ministerpräsident                    | Haider al-Abadi | Schiit      |        |
| Stellvertretender Ministerpräsident  | Rowsch Schawais | Kurde       |        |
| Stellvertretender Ministerpräsident  | Saleh al-Mutlak | Sunnit      |        |
| Stellvertretender Ministerpräsident  | Baha Aradschi   | Schiit      |        |
| Stellvertretende Ministerpräsidentin | Vakant          | Vakant      |        |

| Amt                                                          | Name                      | Volksgruppe | Partei |
| ------------------------------------------------------------ | ------------------------- | ----------- | ------ |
| Innenminister                                                | Mohamed al-Ghabban        | Schiit      |        |
| Außenminister                                                | Ibrahim al-Dschafari      | Schiit      |        |
| Verteidigungsminister                                        | Chalid al-Obaidi          | Kurde       |        |
| Ölminister                                                   | Adel Abdel Mahdi          | Schiit      |        |
| Finanzminister                                               | Hoschyar Zebari           | Kurde       |        |
| Justizminister                                               | Haider al-Zamili          |             |        |
| Elektrizitätsminister                                        | Qasim al-Fahdawi          |             |        |
| Planungs- und Entwicklungsminister                           |                           |             |        |
| Minister für Nationale Sicherheit                            |                           |             |        |
| Bildungsminister                                             | Mohammed Eqbal            |             |        |
| Minister für Höhere Bildung                                  | Hussein asch-Schahristani |             |        |
| Menschenrechtsminister                                       | Mohammed Schia al-Sudani  |             |        |
| Kommunikationsminister                                       | Hassan al-Raschid         |             |        |
| Wasserminister                                               | Dschawad Alschahila       |             |        |
| Handelsminister                                              |                           |             |        |
| Mineralien- und Industrieminister                            |                           |             |        |
| Minister für Angelegenheiten der Provinzen                   | Tariq Kichani             |             |        |
| Gesundheitsminister                                          | Adila Hammud              |             |        |
| Ministerin für Gemeindeverwaltung und staatliche Bauvorhaben |                           |             |        |
| Minister für Angelegenheiten der Zivilgesellschaft           |                           |             |        |
| Frauenministerin                                             | Bayan Nuri                | Kurdin      |        |
| Kulturminister                                               | Faryad Rawandozi          | Kurde       |        |
| Arbeits- und Sozialminister                                  | Mohammed Schia al-Sudani  |             |        |
| Wissenschafts- und Technologieminister                       |                           |             |        |
| Verkehrsminister                                             | Bayan Dschabr             |             |        |
| Flüchtlingsminister                                          |                           |             |        |
| Bau- und Hausminister                                        |                           |             |        |
| Umweltminister                                               |                           |             |        |
| Landwirtschaftsminister                                      |                           |             |        |
| Jugend- und Sportminister                                    | Abdul-Hussein Abtan       |             |        |
| Tourismus- und Archäologieminister                           |                           |             |        |
| Transportminister                                            | Baqir Dschabur al-Zubeidi |             |        |
| Minister für Angelegenheiten der Nationalversammlung         |                           |             |        |